# السياحة في المملكة المتحدة

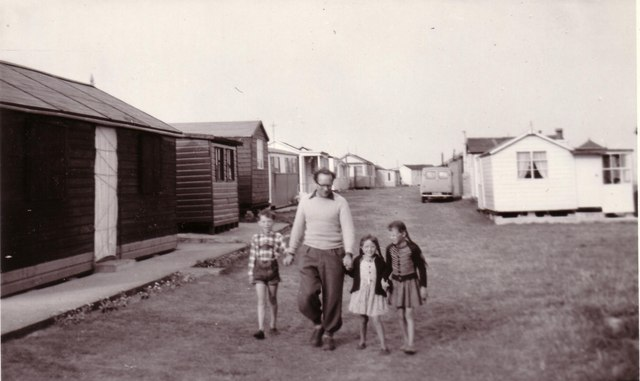
كان مكان إقامة العطلات في Buckie Hillocks مخصصًا بشكل أساسي لعائلات دندي في الخمسينيات. وخلال فترة الإجازة الأسبوعية كان المكان ممتلئًا. هذه الصورة تعود إلى عام 1958 تقريبًا.

تُعد السياحة في المملكة المتحدة قطاعًا رئيسيًا مساهمًا في اقتصاد البلد، إذ تحتل المملكة المتحدة المرتبة العاشرة من بين أكبر الوجهات السياحية في العالم بمعدل أكثر من 40.1 مليون زائر في عام 2019، ما يساهم بما مجموعه 234 مليار جنيه إسترليني في الناتج المحلي الإجمالي.
أنفق السياح الأجانب 23.1 مليار جنيه إسترليني في المملكة المتحدة في عام 2017. تُظهر بيانات فيزيت بريتين أن الولايات المتحدة ما تزال السوق الوافدة الأكثر قيمةً، إذ أنفق الزوار الأمريكيون 2.1 مليار جنيه إسترليني في عام 2010. ومع ذلك، فإن عدد المسافرين من أوروبا أكبر بكثير من عدد المسافرين من أمريكا الشمالية: 21.5 مليون مقارنة ب 3.5 مليون زائر أمريكي/كندي. بعد ارتفاع المعدلات الذي دام 9 سنوات، واعتبارًا من عام 2019، اجتذبت المملكة المتحدة 40.86 مليون سائح دولي (حتى قبل بدء جائحة كوفيد-19 (بين مارس 2020 ومارس 2022)، بمعدل أكثر من ضعفي إجمالي سكان المملكة المتحدة.
من بين الوجهات السياحية الرئيسية في البلاد: لندن وإدنبرة وأكسفورد وكامبريدج ويورك وكانتربري. تتضمن المملكة المتحدة على ما مجموعه 33 موقع من مواقع التراث العالمي، وبذلك هي تحتل المرتبة الثامنة في العالم. وضع دليل لونلي بلانيت للسفر إنجلترا بالمرتبة الثانية بعد بوتان، كواحدة من أفضل الدول التي ممكن زيارتها في عام 2020. تشمل بعض المدن الأكثر شعبية: لندن وإدنبرة ومانشستر، وتشمل مناطق الجذب البارزة قصر وستمنستر وعين لندن وقلعة إدنبرة.

## السياسات
يُعد وكيل وزارة الخارجية البرلماني للفنون والتراث والسياحة هو الوزير المسؤول عن السياحة في المملكة المتحدة.

### السياحة الداخلية
ما تزال السياحة الداخلية هي العنصر الأكبر للإنفاق السياحي في المملكة المتحدة، إذ بلغ إجمالي نفقات عام 2008 ما مجموعه 21.9 مليار جنيه إسترليني، وفقًا لبيانات فيزيت بريتين. تقدر دائرة الإحصاء الوطنية أيضًا أن عدد الرحلات التي تمت في عام 2009 قد بلغ 126 مليون رحلة. إن الفترة الأكثر ازدحامًا للسفر الداخلي في المملكة المتحدة تكون خلال العطلات الرسمية وأشهر الصيف، بحيث يكون شهر أغسطس هو الأكثر ازدحامًا على الإطلاق.

### السياحة الدولية
لم يتم بعد نشر الإحصائيات الرسمية للربع الأخير من عام 2019، على الرغم من أنه في عام 2018 بلغ عدد الزوار ما مجموعه 37.9 مليون شخص من الخارج وأنفقوا بشكل تراكمي ما يقدر ب 22.8 مليار جنيه إسترليني، ما يجعل متوسط الإنفاق لكل زيارة 601 جنيه إسترليني. مقارنةً بعام 2017، ثمّة انخفاض بنسبة 5.3٪ أو 2.3٪ في عدد الزوار والإنفاق الدوليين. وتُعتبر هذه هي المرة الأولى منذ عام 2009-10 التي ينخفض فيها عدد الزوار. يُعزى ذلك إلى ظهور بلدان أخرى، لا سيما في الشرق الأوسط وآسيا، كوجهات سياحية أيضًا.

## متطلبات التأشيرة والدخول
تختلف شروط الحصول على التأشيرات تبعًا للبلد الأم لكل فرد راغب في دخول المملكة المتحدة. يحق لبعض الأفراد دخول المملكة المتحدة بدون تأشيرة وبدون أية قيود على مدة إقامتهم أو سياسات العمل أو الدراسة. تتضمن هذه الفئات من الأفراد: المواطنون البريطانيون ومواطنو دول الكومنولث الذين لديهم حق الإقامة والمواطنون الأيرلنديون، ومواطنو الاتحاد الأوروبي على الأقل حتى 31 ديسمبر من عام 2020، ومواطنو الدول الأعضاء في رابطة التجارة الحرة الأوروبية. ثمّة 56 دولة ومنطقة أخرى يمكن لمواطنيها البقاء في المملكة المتحدة لمدة تصل إلى 6 أشهر. يُطلب من مواطني البلدان الأخرى الحصول على تأشيرة زائر عادية بتكلفة 95 جنيه إسترليني ليتمكنوا من الحصول على حق الزيارة لمدة تصل إلى 6 أشهر.